# La Estrella de Chile
La Estrella de Chile fue una revista chilena, órgano del Partido Conservador, que tuvo larga existencia, publicando 599 números entre el 6 de octubre de 1867 y el 4 de julio de 1879.
Se definió como un periódico semanal de tipo literario, político y religioso. Fue sostenida por un grupo de jóvenes católicos ligados a la Sociedad de Amigos del país.
En sus números se publicaron artículos sobre la instrucción pública, las zonas rurales del país, los volcanes, entre otros variados temas.
Su larga existencia de más de dos lustros, permitió variaciones en sus enfoques y cambios en sus colaboradores, aunque su marcada tendencia pelucona permaneció incólume.
La religión católica fue fundamental en la publicación, siendo su defensa un objetivo para sus autores.
Entre sus colaboradores destacaron Zorobabel Rodríguez, Ventura Blanco Viel y Carlos Walker Martínez.